# Apozomus rupina
Apozomus rupina är en spindeldjursart som beskrevs av Harvey 1992. Apozomus rupina ingår i släktet Apozomus och familjen Hubbardiidae. Inga underarter finns listade i Catalogue of Life.